# Treska pestrá
Treska pestrá (Theragra chalcogramma) je ryba z čeledi treskovitých, která se vyskytuje v severní části Tichého oceánu. Někdy se též vyskytuje pod jménem treska aljašská. Měří 40 až 45 cm na délku (největší treska byla dlouhá 75 cm) a váží do 1,5 kg.

## Gastronomie
Ve srovnání s ostatními treskami má měkčí a bělejší maso. Také má nižší obsah oleje. Je nejčastější rybou pro výrobu krabích tyčinek. Je také součástí několika korejských jídel. Běžně se používá v průmyslu rychlého občerstvení například McDonald's nebo Dairy Queen. Také široce používána v japonské a ruské kuchyni.

## Synonyma
- Gadus chalcogrammus Pallas, 1814
- Gadus minor Döderlein, 1887
- Gadus periscopus Cope, 1873
- Pollachius chalcogrammus (Pallas, 1814)
- Pollachius chalcogrammus fucensis  Jordan & Gilbert, 1893
- Theracra chalcogramma (Pallas, 1814)
- Theragra chalcogrammus (Pallas, 1814)
- Theragra chalcogrammus chalcogrammus (Pallas, 1814)
- Theragra fucensis (Jordan & Gilbert, 1893)[2]